# 法尼亚诺奥洛纳
法尼亚诺奥洛纳（義大利語：Fagnano Olona），是意大利瓦雷泽省的一个市镇。总面积8.63平方公里，人口11917人，人口密度1380.9人/平方公里（2009年）。国家统计（ISTAT）代码为012067。